# Le Père de mes enfants
Le Père de mes enfants is een Frans-Duitse film van Mia Hansen-Løve die werd uitgebracht in 2009. 
Le Père de mes enfants is vrij geïnspireerd op het tragisch levenseinde van de Franse filmproducent Humbert Balsan die aanvankelijk optrad als producent van Hansen-Løve's debuutfilm Tout est pardonné. 

## Verhaal
Grégoire Canvel is een filmproducent die Moon Films, zijn eigen filmmaatschappij, runt. Hij is een energieke enthousiaste man van middelbare leeftijd die gelukkig gehuwd is met de Italiaanse Sylvia met wie hij drie lieve dochters heeft. Hij gaat helemaal op in zijn werk: jong regietalent ontdekken en een kans geven, kunstzinnige auteursfilms die commercieel moeilijk liggen helpen op poten zetten vervullen hem helemaal. Alleen tijdens de weekends die hij met zijn gezin op het platteland doorbrengt probeert hij van zijn gsm af te blijven.
Grégoire is een eeuwige optimist die ervan overtuigd is dat hij alle moeilijkheden tot een goed eind kan brengen. De geldvretende eigenzinnigheid van een Zweedse regisseur van wie hij niets minder dan een meesterwerk verwacht, de voortdurende onderhandelingen over budgetten, de bespreking van een zoveelste lening met zijn vertrouwde bankdirecteur, het bezoek van een geïnteresseerde Koreaanse filmafvaardiging, niets schrikt hem af... tot hij verneemt dat zijn schulden oplopen tot enkele miljoenen euro's en dat zijn al gehypothekeerde filmcatalogus niet eens een miljoen waard is. Zijn zelfvertrouwen krijgt een lelijke deuk.  

## Rolverdeling
| Acteur                   | Personage                            |
| ------------------------ | ------------------------------------ |
| Louis-Do de Lencquesaing | Grégoire Canvel                      |
| Chiara Caselli           | Sylvia Canvel, zijn vrouw            |
| Alice de Lencquesaing    | Clémence Canvel, zijn oudste dochter |
| Alice Gautier            | Valentine Canvel                     |
| Manelle Driss            | Billy Canvel                         |
| Éric Elmosnino           | Serge                                |
| Dominique Frott          | Bérénice, de productiedirectrice     |
| Sandrine Dumas           | Valérie, de productie-assistente     |
| Antoine Mathieu          | Frédéric, de boekhouder              |